# Salvator mundi (Tiziano)
Il Salvator mundi è un dipinto del pittore veneto Tiziano Vecellio realizzato circa nel 1570 e conservato nel Museo statale dell'Ermitage a San Pietroburgo in Russia.